# Arquitectura popular

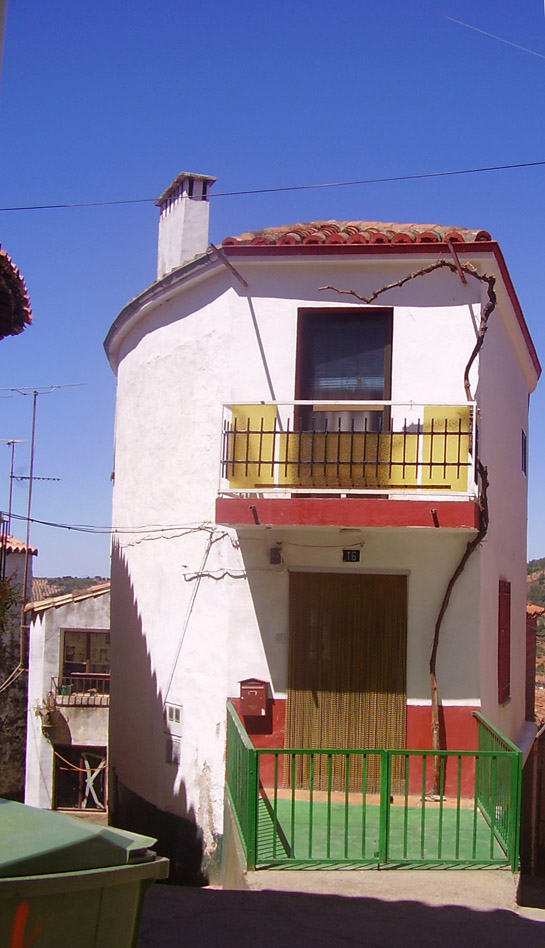
Arquitectura popular en Castañar de Ibor, provincia de Cáceres, España.

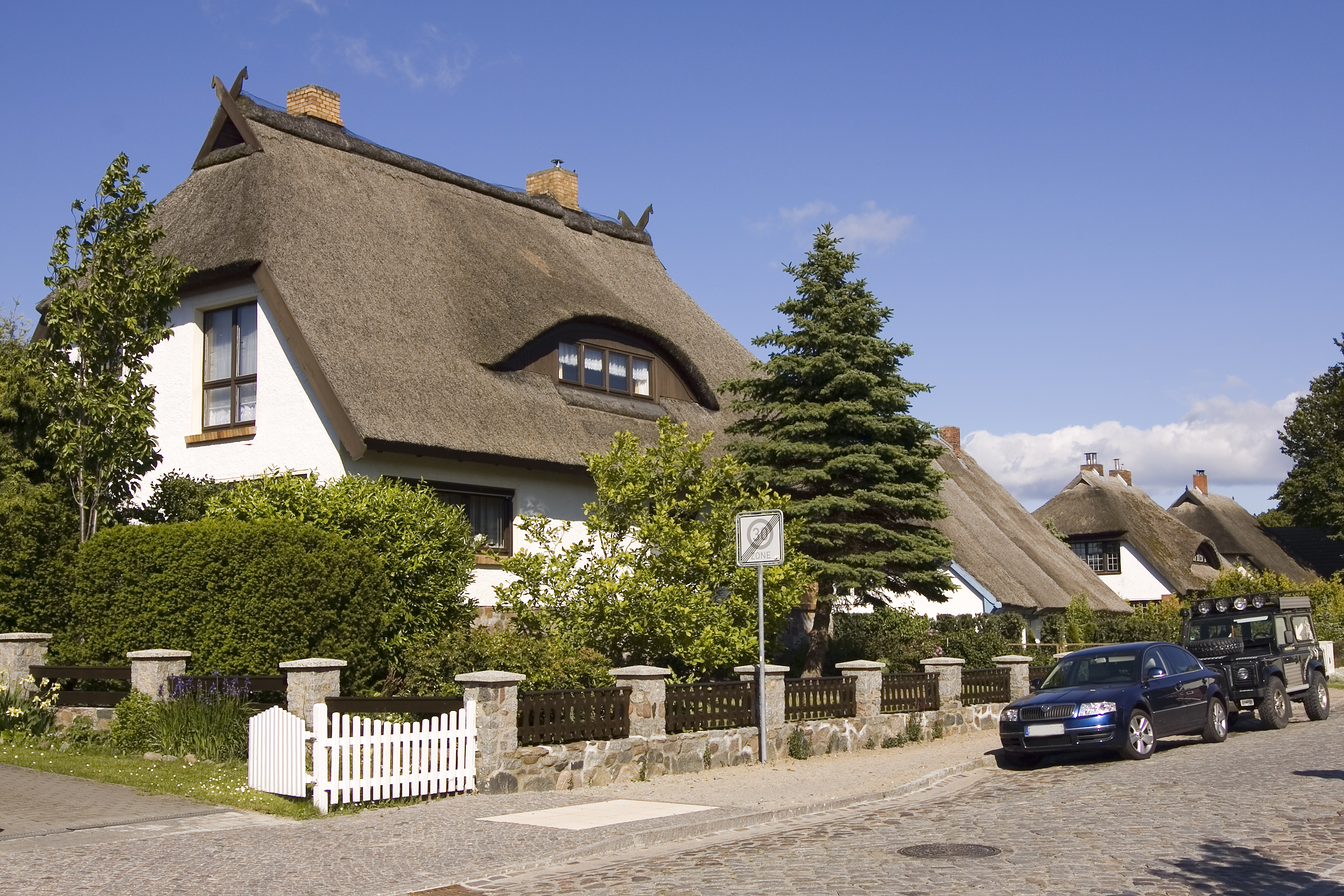
Casas de campo típicas de la isla de Rügen, Alemania.

La arquitectura popular, como el arte popular, es la arquitectura de las clases populares, realizada por los propios usuarios o por artesanos, los cuales construyen diversos tipos de edificios como los alojamientos de las áreas rurales, así como diversos tipos de edificaciones auxiliares destinadas a fines propios o secundarios, relacionados con la vida y el trabajo como pueden ser las construcciones para uso agrícola, como corrales, pallozas, hórreos, bordas, palapas, trojas, etc.

## Historia
La arquitectura vernácula trata de la arquitectura que se ha desarrollado en una región concreta a partir de los materiales y técnicas locales. De esta forma, no es lo mismo las edificaciones vernáculas del continente asiático a las del continente africano.
La importancia de esta arquitectura reside en que son un reflejo de la cultura y el contexto demográfico de cada región, además de que supone un enriquecimiento para la cultura de la población el poder utilizar materiales que son propios del lugar y trabajarlos de una forma artesanal.
La arquitectura vernácula nace a partir de la necesidad del ser humano de adaptarse a un entorno concreto. Es por ello que para su construcción se utilizan materiales de proximidad.
Muchas de las edificaciones vernáculas son viviendas y centros comunes como escuelas u otros destinados al uso de la gente de la región.

## Características
Las construcciones y edificios de la arquitectura popular se adecúan siempre a la finalidad prevista y a los materiales disponibles en su localidad. Se caracterizan por una economía de medios, volumen y obra, ya que sus constructores buscan el ahorro de trabajo y materiales, y se emplean con técnicas sencillas que se han transmitido de una a otra generación mediante la tradición oral.
El estudio de la arquitectura tradicionalmente se ha ocupado del estudio de los monumentos, de la obra de los arquitectos, entendidos como personas con estudios académicos acerca de la arquitectura, y corrientes y estilos de la «arquitectura culta», dejando de lado la «arquitectura sin arquitectos» que representa el 90 % de los espacios donde la humanidad vive y trabaja. La arqueología, por otro lado, nos ha descubierto el interés que tiene el contexto sociohistórico de un monumento al investigar elementos como templos, palacios o tumbas, que constituyen el más expresivo testimonio de la civilización que creó aquella cultura.
La historiografía de la arquitectura moderna ha presentado la construcción de hábitats tradicionales como un elemento con alto significado cultural, así tenemos la siguiente cita del libro Arquitectura in Nuce, obra del arquitecto e historiador de la arquitectura moderna Bruno Zevi :

En las indagaciones sobre la arquitectura «menor» se han descubierto, ciertamente, cabañas de pastores, graneros, refugios de montaña y demás, que tienen efectiva validez artística; en estos casos casi no hay problema de método, se trata de legitimarlos en la historia arquitectónica ampliando su radio de acción y recordando la admirable observación de Leonardo da Vinci: «las estancias, o en verdad las viviendas pequeñas, están llenas de ingenio, no así las grandes...»
Bruno Zevi

Amos Rapoport, en su libro Vivienda y cultura, establece tres categorías para la arquitectura : la culta, la primitiva y la vernácula. Dentro de esta última establece una división adicional entre arquitectura vernácula preindustrial y postindustrial, aun cuando el mismo Rapoport señala el carácter un tanto arbitrario de esta segunda división así como el hecho indiscutible que las tres categorías no constituyen una división cerrada sino un esquema referido a algunos aspectos fundamentales. Las fronteras entre una u otra son a menudo imprecisas y las influencias actúan, de hecho, en todas direcciones.
La arquitectura popular, sería el equivalente a la arquitectura vernácula preindustrial, presupone y es complementaria de la arquitectura culta, ya que ambas evolucionaron a partir de la arquitectura primitiva. Por otra parte, la arquitectura popular refleja los modelos de la arquitectura culta, ya que las clases populares, históricamente sometidas, reflejan el comportamiento y los modos de las clases dominantes.

## Arquitectura popular en Argentina
La arquitectura popular está dividida a lo largo del país. Algunas de las tipologías se encuentran,en su gran mayoría en el noroeste argentino, o en el noreste de Mendoza. La vivienda vernácula del noreste de Mendoza presenta un conjunto de construcciones y espacios yuxtapuestos, adosados o aislados, que combinan diferentes funciones y actividades y están conformados por tres espacios irreductibles: la casa habitación, los corrales y los dispositivos de acceso al agua. En cambio, en Tucumán, loa configuración tipológica de la vivienda Tafí contemporánea presenta un patrón semejante, el de la casa a patio. Un patio cuya carga funcional y simbólica lo convierten en el espacio principal de la vivienda, jerarquizado por la centralidad de su ubicación y protagonismo en la definición, organización y articulación de los espacios y funciones del conjunto vivienda.

## Arquitectura popular en México
La arquitectura popular en México es diversa. Entre sus tipologías más conocidas se encuentra la casa maya, común en la península de Yucatán, y la casa troje, asociada con la cultura purépecha de Michoacán. Otra tipología menos estudiada son las casas tren, las cuales se construyen en el norte de México, específicamente en el sur del estado de Coahuila y el centro de Nuevo León. Además de las casas, otras tipologías notables de la arquitectura popular de México son los graneros, gallineros, corrales, chiqueros y hornos de leña, entre otros.

## Arquitectura popular en España

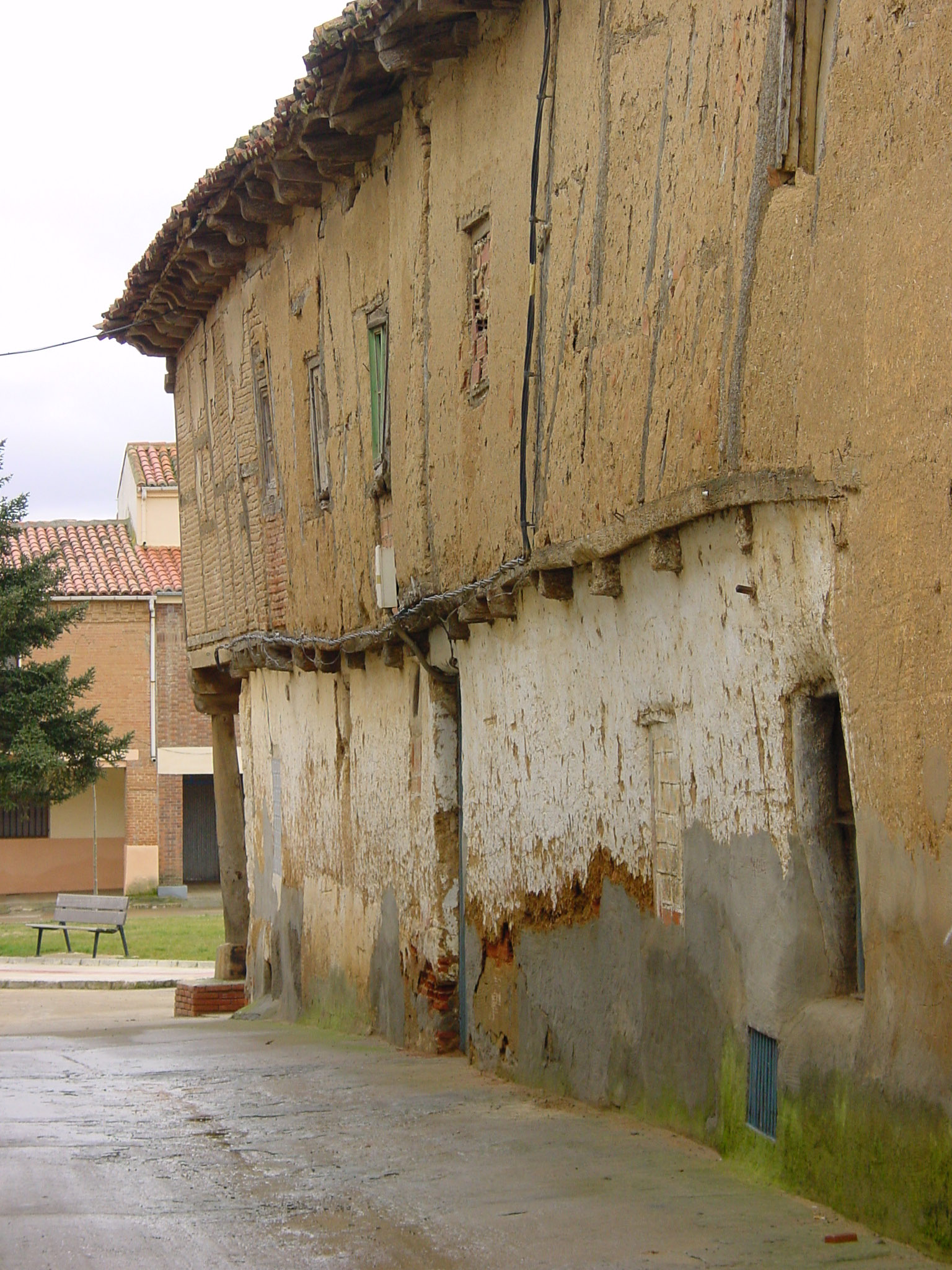
Vivienda de arquitectura popular en una calle de Valderas en León, España.

La arquitectura popular está influida por las necesidades de cobijo de los habitantes de cada zona en función de las características climáticas de la misma y condicionada por los materiales que en sus alrededores podían encontrar y utilizar. Así pues hay una distribución zonal de la arquitectura popular, pudiéndose encontrar construcciones populares típicas en las diferentes zonas de España. Estas construcciones comprenden desde viviendas, hasta edificios públicos pasando por edificios con fines agrícolas e industriales. También son de consideración las casas situadas en las localidades o pueblos edificadas como simple vivienda. Algunos ejemplos de construcciones características son:
- Edificios para ganado y pastores:
  - Cabañas como la cabaña pasiega, en Cantabria y norte de Burgos o las bordas en el Pirineo.
  - chozos como los cucos y bombos manchegos.
  - La palloza, en el noroeste peninsular, el chozón sabinero, en la zona central del Sistema Ibérico.
  - Tenadas, parideras, apriscos, invernales u otros tipos de corrales.

- Viviendas populares:
  - La barraca, en el levante peninsular.
  - La masía, en Cataluña, Comunidad Valenciana y Aragón (donde recibe el nombre de mas).
  - El cortijo, en el sur, Andalucía.
  - La Casa montañesa, en Cantabria, Asturias y norte de Castilla y León.
- Edificios solariegos:
  - El caserío, en el País Vasco y Navarra.
  - La Casona montañesa, en Cantabria, Asturias y norte de Castilla y León.
  - El Pazo, en Galicia
- Edificios industriales:
  - Molinos de viento, típicos en zonas de viento, son famosos los de Castilla-La Mancha.
  - Hórreos y cabazos, edificios para el almacenaje de cereales y hortalizas en zonas húmedas, típicos del norte de España, de Galicia, Asturias y Cantabria principalmente.
  - Silos, edificios para el almacenaje de los cereales, típicos de la zona centro, Castilla y León.